# 평창 월정사 팔만대장경
팔만대장경(八萬大藏經)은 강원특별자치도 평창군에 있는 팔만대장경이다. 1976년 6월 17일 강원특별자치도의 유형문화재 제54호로 지정되었다.

## 개요
판수가 8만여 개에 달하고 8만 4천 번뇌에 해당하는 8만 4천 법문을 실었다고 하여 8만대장경이라고 부른다.
월정사에 있는 팔만대장경은 해인사의 고려대장경 경판에서 직접 찍어온 것이다. 조선 고종 2년(1865)에 찍어내어 월정사에서 보관하고 있다.
크기는 가로 84.6cm, 세로 24cm이고 한지에 인쇄하였다. 판의 끝에는 경전의 이름과 권수의 간행 차례가 기록되어 있다. 천자문 순서대로 새겨 놓았는데 총 1,511부 6,802권 81,137판으로 되어있다.
고려 때는 물론이고 조선초에도 인쇄되었으나 전부 남아있는 것은 몇 개 전하여지지 않는다. 이 대장경은 조선 고종 2년(1865)에 인쇄한 2부 가운데 하나이다.

## 같이 보기
- 팔만대장경

## 참고 문헌
- 팔만대장경 - 국가유산청 국가유산포털